# Linea (formazione)

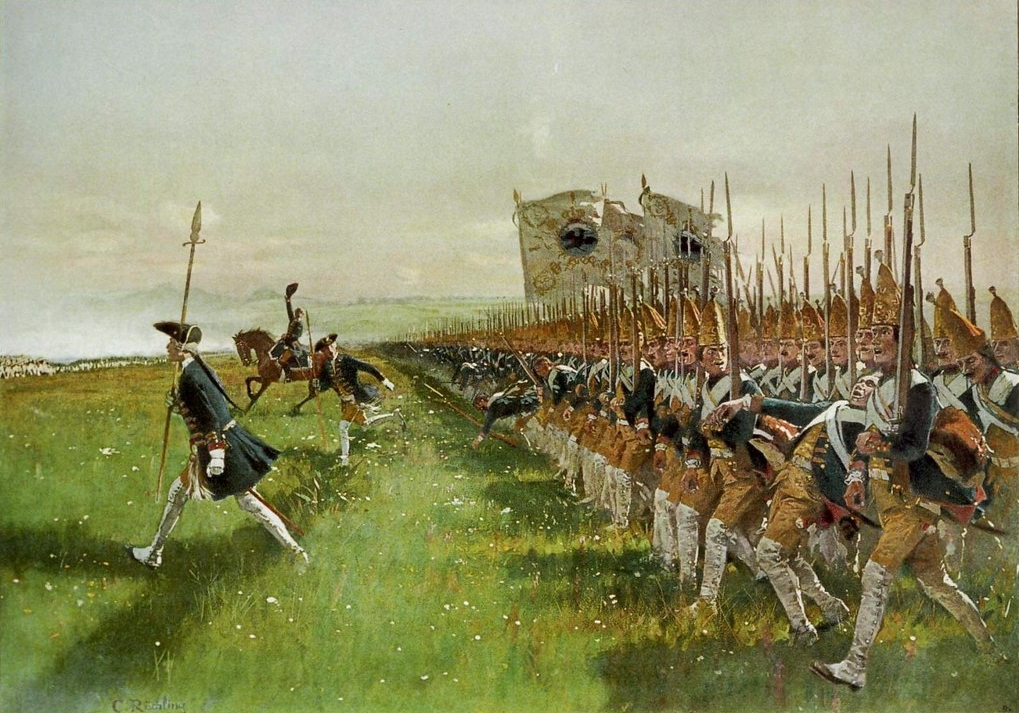
Fanteria prussiana che attacca in linea durante la battaglia di Hohenfriedberg

Quella in linea è una formazione tattica standard utilizzata nelle guerre della storia moderna. È un proseguimento della formazione a falange o del muro di scudi della fanteria dotata di armi inastate in uso durante l'antichità e il medioevo.

## Descrizione

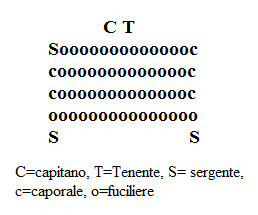
Compagnia sabauda schierata su 4 file nel 1744

La formazione in linea fornisce il miglior fronte se si intende sparare tutti insieme, ma non consente manovrabilità e difesa contro la cavalleria. 
Nacque durante la Guerra dei trent'anni quando si passò dalle profonde formazioni di moschettieri su oltre 10 ranghi a più sottili schieramenti su 6-8 ranghi per aumentare il fronte di fuoco. Questo assottigliarsi degli schieramenti avvenne in concomitanza col ridursi del numero dei picchieri negli eserciti, i quali erano soliti adottare formazioni anche di 20 ranghi, che sebbene aumentassero la forza d'urto dell'unità in mischia penalizzavano fortemente il tiro dei soldati armati di fucile. Si ebbe quindi, col crescere dell'importanza del ruolo svolto dalle armi da fuoco, un costante assottigliarsi delle formazioni che continuò dal Seicento sino all'adozione da parte degli inglesi, a partire dalla Rivoluzione americana, di una formazione su due ranghi.
Un battaglione di fanti si dispone "in linea" ponendo le truppe in vari ranghi, solitamente 6 o 4 a fine seicento, 3 nel settecento e più tardi anche solamente 2. Esistono due modi per schierarsi in linea, a "ranghi serrati" o a "ranghi aperti", il secondo modo fu il primo ad essere adottato mentre lo schieramento a "ranghi serrati" venne adottato per la prima volta dagli olandesi negli anni '80 del seicento. Quando ci si dispone a "ranghi serrati" ogni rango si trova a circa mezzo metro dal successivo, ed i soldati della stessa riga si trovano vicini (solitamente a portata di braccio), con lo spazio minimo necessario per utilizzare le proprie armi, sparare e ricaricare. Se ci si schiera a "ranghi aperti" l'unica differenza è che tra le file ci sono fino ad un paio di metri di distanza.             
La formazione in linea richiede che le truppe siano ben addestrate e costantemente controllate da ufficiali e sottufficiali. Negli eserciti europei del XVII e XVIII secolo, i sottufficiali erano posti dietro la linea o ai suoi fianchi. Erano armati di lunghe armi inastate che utilizzavano per riordinare i ranghi, compresa la possibilità di abbassare l'arma di un soldato che la teneva troppo alta, o per garantire che i ranghi fossero compatti ed allineati ed in extremis (come accadeva nell'esercito prussiano) per uccidere i disertori che abbandonavano i ranghi. Il movimento della formazione in linea era molto lento e, se non bene addestrati, la rottura della formazione era quasi assicurata, soprattutto in caso di terreno dissestato o boscoso. Il risultato era che la linea veniva utilizzata come formazione statica, e le truppe si muovevano in colonne per poi tornare in linea a destinazione.      
Inoltre, la linea era molto vulnerabile davanti alle cariche della cavalleria, dai fianchi o dal fondo, e questi attacchi portavano spesso alla completa disfatta dell'unione ed alla distruzione dell'unità, a meno che i fanti non fossero capaci di disporsi a "quadrato".
Durante le guerre napoleoniche l'esercito britannico adottò una linea sottile a due file. In questo modo compensavano lo scarso numero di soldati massimizzando il fronte. I britannici continuarono ad utilizzare la doppia linea fino alla fine del XIX secolo. La famosa Sottile Linea Rossa del 93º Reggimento (Highland) della battaglia di Balaklava riuscì a resistere alla cavalleria russa, un evento raro.
Una vaga formazione in linea viene usata anche da forze moderne quando durante un assalto necessitano di molta potenza di fuoco, utile nell'attaccare una postazione nemica.

## Impiego in cavalleria della formazione in linea

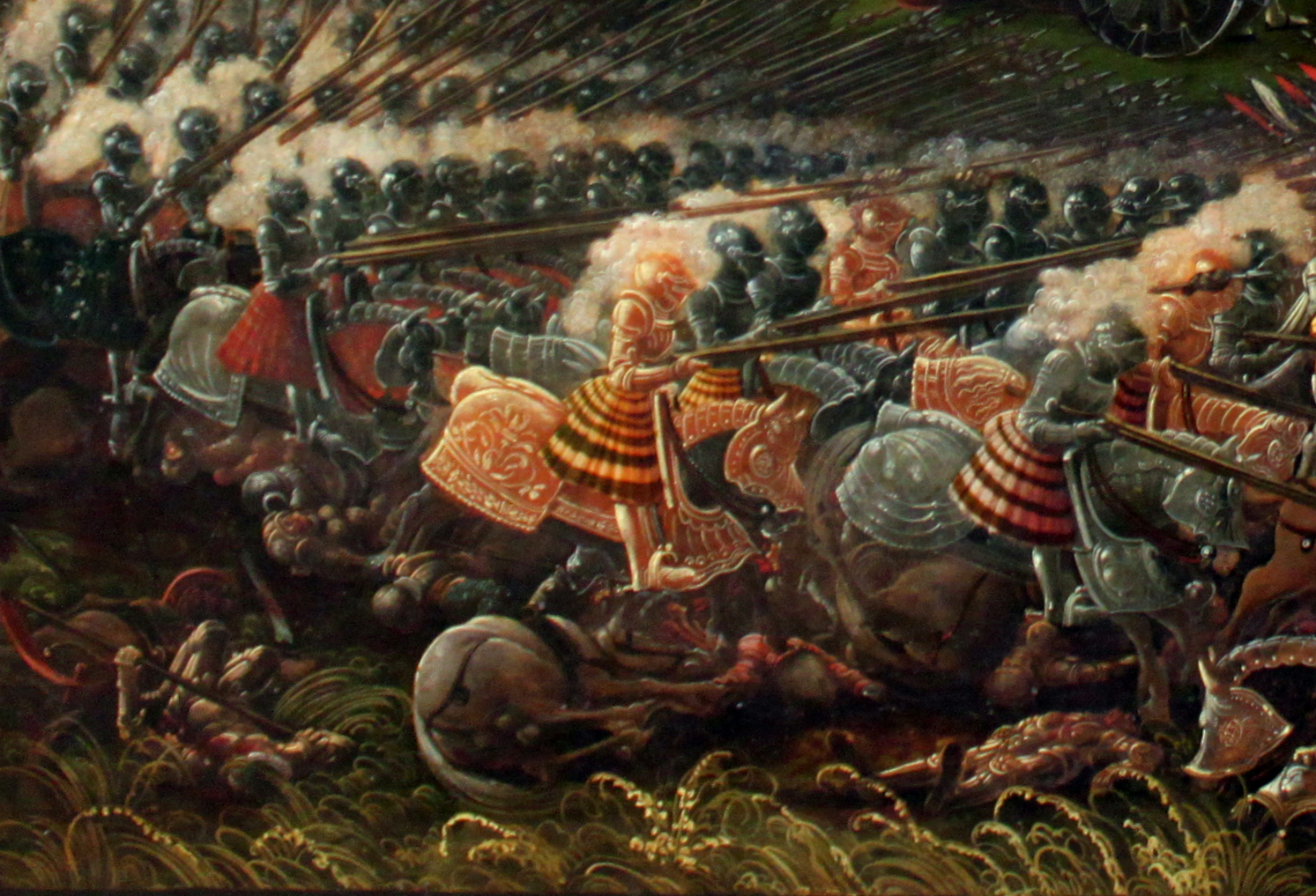
Gendarmi francesi

La formazione in linea fu utilizzata anche da alcuni tipi di cavalleria.
I Persiani Sasanidi, i Mamelucchi e la cavalleria musulmana dell'India usarono spesso tattiche chiamate "fuoco a pioggia". Prevede una linea di cavalleria ben armata (spesso su cavalli in armatura) davanti ad una massa in linea statica o in avanzamento, che lancia frecce più rapidamente possibile.
Nel XVI secolo la cavalleria pesante (gendarmi, reiter e corazzieri) attaccavano spesso con una formazione in linea. In seguito i dragoni iniziarono ad usare tattiche in linea, essendo a piedi in fase di difesa. Per questo motivo, il nome "cavalleria in linea" iniziò ad indicare non la cavalleria pesante ma i dragoni. Gli Ussari del XV-XVII secolo vestivano armature, e spesso attaccavano con una formazione in linea molto chiusa, ma in seguito gli Ussari divennero una cavalleria leggera e smisero di utilizzare tattiche in linea. Invece i Cosacchi non utilizzarono mai questa formazione.